# Rute, Velikovec
Rute (nemško Greuth) je naselje v Občini Velikovec v Okraju Velikovec na Koroškem v Avstriji.